# Лор на Мајни
Лор на Мајни (њем. Lohr am Main) град је у њемачкој савезној држави Баварска. Једно је од 40 општинских средишта округа Мајна-Шпесарт. Према процјени из 2010. у граду је живјело 15.921 становника. Посједује регионалну шифру (AGS) 9677155.

## Географски и демографски подаци
Лор на Мајни се налази у савезној држави Баварска у округу Мајна-Шпесарт. Град се налази на надморској висини од 160–350 метара. Површина општине износи 90,4 km². У самом граду је, према процјени из 2010. године, живјело 15.921 становника. Просјечна густина становништва износи 176 становника/km².

## Међународна сарадња
| Мјесто  | Држава    | Врста сарадње | Од    |
| ------- | --------- | ------------- | ----- |
| Бургајс | Италија   | пријатељство  | 1972. |
|         | Француска | партнерство   | 1992. |
| Извор   |           |               |       |